# Чернокрылая йора
Чернокрылая йора (лат. Aegithina tiphia) — один из четырёх видов семейства йоровых (Aegithinidae). Выделяют несколько подвидов.

## Ареал
Ареал — тропическая зона Индийского субконтинента южнее Гималаев, также встречается в Мьянме, Таиланде до Явы и Бали. Обычно обитает в лесах.

## Описание вида
Размер тела взрослой птицы 12—15 см. Оперение — жёлто-зелёное, на крыльях чёрные перья. Клюв острый. Половой диморфизм во внебрачный период не выражен, самцов можно отличить лишь по чёрному хвосту и преобладанию чёрного окраса на спине и голове. Свист мелодичный.
В брачный период самец распушает оперение и подпрыгивает в воздух, после чего планирует обратно, напоминая распушенный шарик.
Птицы держатся парами, питаются в основном насекомыми.
Внешне вид напоминает черношапочную йору (Aegithina nigrolutea).